# Leon Hirszman
Leon Hirszman (Rio de Janeiro, Brasil, 22 de novembre de 1937 — ib. 16 de setembre de 1987) va ser un director, guionista i productor brasiler.

## Biografia
Va néixer el 22 de novembre de 1937 a Rio de Janeiro, com el primogènit d'una parella de jueus polonesos, Chaim Josek Hirszman i Sura Ryvka, que van fugir de les persecucions antisemites que es van dur a terme abans d'esclatar la Segona Guerra Mundial. Les seves dues germanes, Shirley i Anita, van néixer en 1945 i 1947, respectivament. El seu pare va militar al Partit Comunista del Brasil.
Va assistir a una escola progressista jueva, on va començar el seu interès per la política i el cinema, i es va graduar en Enginyeria amb la finalitat de satisfer els desitjos de la seva mare. Es va introduir en el món del cinema a través de cineclubés i va treballar amb cineastes com Augusto Boal, Gianfrancesco Guarnieri i Oduvaldo Viana Filh. Va ser un membre fundador del Centre Popular de Cultura de la Unió Nacional d'Estudiants i a través d'aquesta organització va produir el curtmetratge Pedreira de São Diogo, un dels cinc episodis que formaren la pel·lícula Cinco vezes favela (1962). En aquesta època, Hirsman es va casar amb la periodista Norma Pereira Rego, amb qui va tenir a la seva primera filla, Irma, nascuda en 1963.
En 1964 va dirigir i va escriure un documental sobre el analfabetisme al Brasil, Maioria Absoluta, que va ser patrocinat pel Ministeri d'Educació, i a l'any següent va estrenar el seu primer llargmetratge, A Falecida. Aquest mateix any es va tornar a casar, aquesta vegada amb l'economista Maria Lafayette Aureliano da Silva; la filla de tots dos, Maria, va néixer en 1966.
São Bernardo (1971), adaptació de la novel·la homònima de l'escriptor Graciliano Ramos que va escriure i va dirigir Hirszman, va rebre el Kikito d'Or al Festival de Gramado. L'any de la seva estrena es va casar per tercera vegada, amb Mercedes Pires Fernandes, l'únic fill de la qual, João Pedro, va néixer en 1975. Durant els anys 1970, el cineasta va dirigir a més una sèrie de curtmetratges sobre ecologia (Ecologia, Megalópolis) i música (Partido Alto, Cantos do Trabalho). La seva pel·lícula Eles não Usam Black-Tie (1981), basada en la novel·la homònima de Gianfrancesco Guarnieri, va guanyar el premi especial del jurat en el Festival Internacional de Cinema de Venècia i va ser triada la millor pel·lícula de l'any al Brasil.
Hirszman va treballar en la que seria la seva última pel·lícula des de mitjan anys 1960, Imagens do Inconsciente (1987), formada per tres documentals dedicats a tres artistes esquizofrènic: Em busca do espaço cotidiano, sobre Fernando Diniz, No reino das mães sobre Adelina Gomes, i A barca do Sol sobre Carlos Perthuis. Hirszman va morir de sida uns dos mesos abans de l'estrena, el 16 de setembre i a la seva ciutat natal; segons les declaracions de la seva germana Shirley, el cineasta havia contret la malaltia uns deu mesos abans de la seva defunció deguda a una transfusió de sang contaminada.
Després de la seva mort es van estrenar també el documental ABC da Greve (1990) i Bahia de Todos os Sambas (1996), rodats anys abans.

## Filmografia
| Any  | Pel·lícula                         | Rol      | Rol       | Rol       |
| Any  | Pel·lícula                         | Director | Guionista | Productor |
| ---- | ---------------------------------- | -------- | --------- | --------- |
| 1962 | Cinco vezes Favela                 | Sí       | Sí        | Sí        |
| 1964 | Maioria Absoluta                   | Sí       | Sí        |           |
| 1965 | A Falecida                         | Sí       | Sí        |           |
| 1967 | Garota de Ipanema                  | Sí       | Sí        | Sí        |
| 1967 | El ABC del amor                    |          |           | Sí        |
| 1969 | Nelson Cavaquinho                  | Sí       |           |           |
| 1969 | América do Sexo                    | Sí       | Sí        |           |
| 1970 | A Vingança Dos Doze                |          |           | Sí        |
| 1971 | São Bernardo                       | Sí       | Sí        |           |
| 1971 | Faustão                            |          |           | Sí        |
| 1973 | Ecologia                           | Sí       |           |           |
| 1973 | Megalópolis                        | Sí       |           |           |
| 1975 | Cantos do Trabalho: Mutirão        | Sí       |           |           |
| 1976 | Cantos do Trabalho: Cana-de-açúcar | Sí       |           |           |
| 1976 | Cantos do Trabalho: Cacau          | Sí       |           |           |
| 1976 | Partido Alto                       | Sí       | Sí        |           |
| 1976 | Que País É Este?                   | Sí       | Sí        |           |
| 1978 | Carnaval do Povo                   | Sí       |           |           |
| 1981 | Eles não Usam Black-Tie            | Sí       | Sí        | Sí        |
| 1987 | Imagens do Inconsciente            | Sí       | Sí        | Sí        |
| 1990 | ABC da Greve                       | Sí       |           |           |
| 1996 | Bahia de Todos os Sambas           | Sí       |           |           |

## Premis i distincions
Festival Internacional de Cinema de Venècia
| Any  | Categoria                              | Pel·lícula              | Resultat  |
| ---- | -------------------------------------- | ----------------------- | --------- |
| 1981 | Gran Premi del Jurat-Menció honorífica | Eles não Usam Black-Tie | Guanyador |
| 1981 | Premi FIPRESCI                         | Eles não Usam Black-Tie | Guanyador |
| 1981 | Premi Pasinetti                        | Eles não Usam Black-Tie | Guanyador |